# Cristen Irene
Cristen Irene Erber est une actrice américaine.

## Filmographie

### Cinéma

#### Courts métrages
- 2006 : 15 Minutes of Fame de Gregg Ensminger : Kelly
- 2008 : Cover de Frank T. Ziede : otage
- 2008 : Skeletons de Bivas Biswas : fille
- 2009 : 20% Off de Chris Redish : Daisy
- 2011 : Coming Out Par-tay! de Dwayne Colbert : Cristen
- 2012 : Parents' Night de Todd Risenmay : l'invitée
- 2012 : Find Me de Katarina Rue : Young Darcy
- 2012 : The Last Wild de Nicole Gordon : Crystal
- 2014 : You've Got to be Kidding de Hannah McDonald : Amanda
- 2014 : Seven Cups de Josef Geiger : Melissa

#### Films
- 2006 : The Whistler de Kenyon Grey : Jasmine
- 2007 : Netherbeast Incorporated de Dean Matthew Ronalds : Patronne de bar
- 2008 : From a Place of Darkness de Douglas A. Raine : Runaway
- 2008 : Jolene de Dan Ireland : non créditée
- 2009 : Red Corvette de Brenton Covington : Mindy Myers
- 2009 : The Crypt de Craig McMahon : Dorian
- 2010 : R.E.M.2  de Dominic Ross : Julia

### Séries télévisées
- 2010 : Esprits criminels, saison 3, épisode 6 : Anna
- 2011 : The End., saison 1, épisodes 14 et 21 : Maria
- 2011 : Rizzoli and Isles, saison 2, épisode 3 : petite blonde
- 2012 : How I Met Your Mother, saison 7, épisode 22 : Robyn
- 2012 : The Faces of LA, saison 1, épisode 2 : Hazel Haze
- 2015 : Dabsity, saison 1 : Budtender